# Agustín Barboza
Agustín Pio Barboza (Asunción, 5 maggio 1913 – Asunción, 18 dicembre 1974) è stato un cantautore, chitarrista e compositore paraguaiano.

## Biografia
Figlio di Alberto Barboza e di Pabla Rojas., iniziò la sua carriera artistica cantando e suonando la chitarra in alcune manifestazioni locali.
Nel 1929 si trasferì a Buenos Aires, diventando marinaio; conobbe poi Basilio Melgarejo Molinas (soprannominato Melga) con cui formò un duo, divenuto in breve tempo il trio Melgarejo-Barboza-Feliú.
Nella capitale argentina entrò in contatto con altri musicisti (tra cui Samuel Aguayo, Emilio Bobadilla Cáceres e Diosnel Chase), con cui formò un gruppo di lavoro; entrò poi come solista nelle orchestre di Francisco Alvarenga, Juan Escobar e Julián Alarcón.
Nel 1933 conobbe José Asunción Flores, e l'anno successivo incise Ñasaindype (scritta da Flores basandosi su un poema di Félix Fernández Galeano), che fu la prima guarania incisa su disco.
Continuò ad incidere per tutto il decennio, facendo parte dell'Orquesta Ortiz Guerrero, diretta da Flores; tornò in Paraguay nel 1943, e partecipò il 15 agosto ai festeggiamenti per la fondazione di Asunción.
Dopo aver formato un trio con Felix Perez Cardozo ed Eulogio Cardozo, si trasferì per qualche tempo in Brasile, per poi spostarsi in Messico nel 1947: qui entrò a far parte dei Los Guaireños (gruppo paraguayano formato da Digno Garcia, Humberto Barua e Luis Alberto del Paranà), e quando nel 1954 Humberto Barua lasciò il gruppo, cambiarono la denominazione in Los Tres Paraguayos (o Trio Los Paraguayos).
Raggiunta rapidamente la popolarità in America Latina, ottennero un contratto discografico con l'etichetta olandese Philips, che provvide a lanciarli in tutta Europa, ottenendo il successo in particolare in Belgio, Paesi Bassi, Francia ed Italia.
Il gruppo, basato su un recupero della musica tradizionale sudamericana, arrangiata con sonorità basate su un particolare strumento, l'arpa paraguaya, proponeva sia canzoni di propria composizione sia brani popolari come El condor pasa e Galopera o di altri autori latinoamericani come Malagueña e Maria Dolores.
Nel 1957 venne proposto al gruppo un tour mondiale da effettuarsi con Pérez Prado: Garcia e Barboza erano contrari, e Luis Alberto del Paranà decise di effettuarlo ugualmente con altri musicisti. A seguito di questa decisione il complesso si sciolse.
Luis Alberto fondò un nuovo gruppo, i Los Paraguayos, mentre Garcia e Barboza continuarono la carriera musicale come solisti; sempre nel 1957 formò il gruppo Barboza y sus compañeros, con Ramón Mendoza, Leonardo Figueroa e Carlos Centurion, continuando l'attività con numerose tournée in Europa e Medio Oriente.
Nel 1962, ritornato in Paraguay, sposò la cantante Yverá (pseudonimo di Francisca Zayas), formando dapprima un duo e poi nel 1968 un gruppo, i Los Barboza, che continueranno ad incidere album e a fare tour per i due decenni successivi.
Nel 1988 entrò nel gruppo Diana Barboza, figlia di Agustin e Francisca.
Nel 1994 il governo paraguayano gli conferì l'Orden Nacional al Mérito, per il suo lavoro finalizzato alla diffusione della musica paraguayana nel mondo; due anni dopo pubblicò la sua autobiografia Ruego y Camino.

## Discografia parziale

### Album con i Los Tres Paraguayos
- Bajo el Cielo del Paraguay (Philips, P 10113 R)
- Paraguayan Song  (Philips, P 10403 R)
- Paraguayan Song Nº 2 (Philips, P 10405 R)
- The Original Trio Los Paraguayos (Philips)
- Trio Los Paraguayos (Philips)